# The Chosen (televisieserie)
The Chosen is een Amerikaans televisieprogramma dat het verhaal vertelt over Jezus en zijn discipelen. De christelijke serie is bedacht en geregisseerd door Dallas Jenkins en geeft de levens weer van mensen die Jezus ontmoeten en volgen in het Judea en Galilea van de eerste eeuw. In The Chosen speelt Jonathan Roumie de rol van Jezus. Andere acteurs in de historische dramaserie zijn Shahar Isaac, Elizabeth Tabish, Paras Patel, Noah James, en George H. Xanthis.
De financiering voor de totstandkoming en voortzetting van de serie wordt middels crowdfunding mogelijk gemaakt. The Chosen werd de meest succesvolle door publiek gefinancierde serie in de geschiedenis van film en televisie. De serie streamde hun afleveringen aanvankelijk op een eigen app en werd later ook toegankelijk op andere streaming media zoals Peacock en Amazon Prime Video.
De serie trapte in 2017 af met The Shepherd, de pilotaflevering. Tussen 2019 en 2024 heeft The Chosen vier seizoenen uitgebracht, bestaande uit 32 afleveringen. In 2021 werd een christmas special gemaakt, genaamd The Messengers.  Seizoen vier werd uitgebracht begin 2024. In Nederland werden de eerste twee afleveringen van dit seizoen getoond in meerdere bioscopen.